# Караой (Жамбылская область)
Караой (каз. Қараой) — село в Таласском районе Жамбылской области Казахстана. Входит в состав Каратауского сельского округа. Находится примерно в 33 км к западу от районного центра, города Каратау. Код КАТО — 316239200.

## Население
В 1999 году население села составляло 338 человек (184 мужчины и 154 женщины). По данным переписи 2009 года, в селе проживало 407 человек (215 мужчин и 192 женщины).